# Christoffer Myhrman den yngre
Christoffer Myhrman den yngre, född den 13 december 1751 på Rämmen, död där den 19 juni 1811, var en svensk brukspatron, son till Christoffer Myhrman den äldre.

## Biografi
Christoffer Myhrman föddes 1751 i Filipstad. Han var son till bruksägaren Christoffer Myhrman den äldre och Eva Christina Bratt. Myhrman utvidgade och förbättrade de av fadern grundlagda anläggningarna samt byggde och skänkte församlingen Rämens kyrka och prästgård. Han hade 1771 antagits till auskultant i Bergskollegium och fick 1810 bergsråds titel. 

### Familj
En av Myhrmans döttrar, Anna Maria Gustava Myhrman, blev 1806 gift med Esaias Tegnér.